# Alfio Finetti
Alfio Finetti (Ambrogio di Copparo, 14 novembre 1933 – Ferrara, 8 agosto 2018) è stato un cantautore italiano, autore di canzoni in dialetto ferrarese.
La produzione di Finetti è costituita interamente di canzoni dialettali, talvolta con l'aggiunta di parti di testo in inglese. Lo stile musicale è essenzialmente blues con forti influenze del "liscio" tipico delle province emiliano-romagnole. Ha all'attivo oltre 130 canzoni.
È diventato noto all'inizio degli anni '70, quando le sue canzoni furono incise dalla casa discografica Ricordi. Ha scritto circa duecento canzoni, pubblicate in venti album. Un suo brano è stato adottato come inno ufficiale della SPAL, squadra di calcio di Ferrara. Sono stati prodotti due video di sue canzoni. Ha composto un musical in lingua italiana dal titolo “Passeggiando nel 2500 e rotti”, con scene realizzate da Carlo Rambaldi. È autore anche di alcuni libri, tra cui raccolte di poesie. Il successo di Finetti, nonostante l'impronta fortemente locale che deriva dalla scelta linguistica, è dovuto in gran parte alla verve comica espressa dai testi.

## Discografia
- 1973 - Vivere qui [№1]
- 1976 - Uno show per l'Embassy (concerto al cinema Embassy di Ferrara, 26 febbraio 1976)
- 1977 - Al Condominio [№2]
- 1978 - Che Baracca [№3]
- 1980 - Arti mestieri e vizi [№4]
- 1982 - Canto per la pianura [№5]
- 1983 - Vacanze e tempo libero [№6]
- 1984 - Casalinga, King Kong E.T....e Nu! [№7]
- 1987 - Am Sbrisga Da Ridar [№8]
- 1988 - Supercondominio [№9]
- 1991 - Cento carnaval / Ela tò mié nona? [№10]
- 199? - In bragh ad tela! [№13]
- 2004 - Turbogas feat. Pancho Villaz (concerto)[3]